# Tóth Sándor (piarista pap)
Tóth Sándor (Kecskemét, 1851. június 8. – Debrecen, 1921. augusztus 7.) piarista áldozópap és főgimnáziumi igazgató-tanár, numizmata.

## Élete
Kecskeméten, végezte a gimnázium I-IV. osztályát, 1870. szeptember 8-án a rendbe lépett Vácon. Iskolai tanulmányait Kolozsvárt fejezte be 1873-ban. Mint próbaéves tanár működött Debrecenben 1873-74-ben, Máramarosszigeten 1874-80-ban. Közben a hittudományból letette a vizsgálatot, 1875. augusztus 26-án felszentelték. A történelmet, latint és földrajzot tanította ismét Debrecenben 1880-81-ben, Veszprémben 1881-84-ben, Vácon 1884-95-ben, Léván 1895-1900-ban, Tatán 1900-1-ben, Kolozsvárt 1901-4-ben, Kecskeméten 1904-9-ben; amely intézetben tanított, ott rendezte az éremgyűjteményt. 1909 júliusától 1915-ig lévai házfőnök, a főgimnázium igazgatója és a történelem tanára volt. 1916-tól Debrecenben élt mint nyugdíjas.
Kossuth Lajosról és Mátyás királyról mondott beszéde megjelent a kolozsvári római katolikus főgimnázium Értesítőjében (1903).

## Munkái
- A lévai gymnasium éremgyűjteménye. Léva, 1900 (különnyomat a főgimnázium Értesítőjéből)
- A róm. kath. kecskeméti főgymnasium éremgyűjteménye. Kecskemét, 1909 (különnyomat a főgimnázium Értesítőjéből)